# Сикун Ту
Сикун Ту (*司空图, 837 —908) — китайський поет часів падіння династії Тан.

## Життєпис
Народився у містечку Юхун (сучасне м. Юнцзі, провінція Шаньсі). У 869 році склав імператорський іспит та отримав вищу вчену ступінь. Деякий час займав посади при центральному уряді. Втім, у 878 році, відмовився від будь-яких посад, поступив до даоського монастиря Гуанлу, неподалік Лоян, де став ченцем. Після захоплення центральних областей імперії повстанцями на чолі з Хуа Чао втік до Фесяна. У 881 році переїздить до Ваоцзі. Після відновлення влади династії Тан його неодноразово запрошували зайняти посади у центральному уряді, проте Сикун Ту відмовлявся. Після загибелі останнього імператора династії Ай-ді, щоб не служити володарям нової династії пізня Лян у 908 році заморив себе голодом.

## Творчість
З усього доробку Сикунту збереглося близько 500 віршів та 69 інших творів у різних жанрах. Це споглядальні вірші, в яких недосконалому світі людей протиставляються гармонійні картини природи. Шляхи досягнення моральної досконалості він бачив у природності, спрощенні, відході від мирської суєти. Мав вплив поезії Тао Юаньміна, Ван Вея. Вважав поезію таїнством, найвищим втіленням абсолюту (дао). Головне для нього — це вихід за межі видимого, до невловимої внутрішньої сутності, досягнення надчуттєвої насолоди в єднанні з дао.
Найбільш значущим його твором є «Поема про поета», що складається з 24 віршів, де йдеться про натхнення справжнього поета. У 887 році він склав книгу «Крик» («Імінцзи»), куди увійшли також твори його батька.